# BAP Islay (1973)
BAP Islay (S-35) – peruwiański okręt podwodny z lat 70. XX wieku, jeden z dwóch zakupionych przez Peru niemieckich okrętów podwodnych typu 209/1100. Został zwodowany 11 października 1973 roku w stoczni Howaldtswerke-Deutsche Werft w Kilonii i przyjęty do służby w Marina de Guerra del Perú 29 sierpnia 1974 roku. Okręt nadal znajduje się w aktywnej służbie (stan na 2018 rok).

## Projekt i budowa
BAP „Islay” jest jednym z kilkudziesięciu zbudowanych okrętów niemieckiego eksportowego typu 209, zaprojektowanego w biurze konstrukcyjnym Ingenieurkontor Lübeck. Okręt należy do pierwszej serii jednostek, nazwanej na podstawie przybliżonej wyporności 209/1100.
Jednostka została zamówiona przez rząd Peru w 1969 roku i zbudowana w stoczni Howaldtswerke-Deutsche Werft w Kilonii (numer budowy 53). Stępkę okrętu położono 15 maja 1971 roku , a został zwodowany 11 października 1973 roku.

## Dane taktyczno–techniczne
„Islay” jest średniej wielkości okrętem podwodnym o konstrukcji jednokadłubowej. Długość całkowita jednostki wynosi 54,4 metra, szerokość 6,2 metra i zanurzenie 5,5 metra . Kadłub ma średnicę 6,2 metra, a wysokość (od stępki do szczytu kiosku) wynosi 11,3 metra. Wyporność w położeniu nawodnym wynosi 1105 ton (bez zbiorników balastowych), a w zanurzeniu 1230 ton . Okręt napędzany jest na powierzchni i w zanurzeniu przez dwustojanowy silnik elektryczny Siemens o mocy 5000 KM (3680 kW) przy 200 obr./min, zasilany z czterech baterii akumulatorów po 120 ogniw o łącznej pojemności 11 500 Ah, ładowanych przez generatory AEG o mocy po 550 KM, poruszane czterema czterosuwowymi, 12-cylindrowymi silnikami wysokoprężnymi Maybach Mercedes-Benz MB 820 o mocy 600 KM przy 1450 obr./min każdy. Jednowałowy układ napędowy pozwala osiągnąć prędkość 11 węzłów na powierzchni i 21 węzłów w zanurzeniu (na chrapach 12 węzłów). Zasięg wynosi 8600 Mm 4 węzłów na chrapach. Ster krzyżowy, umiejscowiony przed pięciołopatową śrubą napędową. Zbiorniki mieszczą 50 ton paliwa (dodatkowo 13 ton w zbiornikach balastowych). Oprócz tego okręt zabiera 4 tony oleju smarowego, 31 ton wody sanitarnej i 19 ton wody pitnej. Dopuszczalna głębokość zanurzenia wynosi 250 metrów, a autonomiczność 50 dób. Okręt ma dwa główne zbiorniki balastowe oraz dziobowe i rufowe zbiorniki trymujące.
Okręt wyposażony jest w osiem dziobowych wyrzutni torped kalibru 533 mm, z łącznym zapasem 14 torped typu SST-4 . Wyposażenie radioelektroniczne obejmowało początkowo radar nawigacyjny Calypso, telefon podwodny, system kierowania ogniem (przelicznik torpedowy) H.S.A. Mk 8 Mod 24, sonar STN Atlas CSU-3Z, sonar pasywny (GHG) AN 5039A1 i bierne urządzenie pomiaru odległości DUUX-2 . Prócz tego okręt posiada dwa peryskopy, dwie tratwy ratunkowe, kotwicę i pętlę demagnetyzacyjną.
Załoga okrętu składa się z 6 oficerów oraz 25 podoficerów i marynarzy.

## Służba
Po ukończeniu, w czerwcu 1974 roku okręt przeszedł próby morskie. 29 sierpnia 1974 roku jednostkę pod nazwą BAP „Islay” przyjęto do służby w Marina de Guerra del Perú. Okręt otrzymał numer taktyczny S-45, zmieniony następnie na S-35.
W 1986 roku „Islay” otrzymał nowy system kontroli uzbrojenia Sepa Mk 3 oraz włoskie torpedy A184. W latach 2007–2008 okręt przeszedł w kraju modernizację w ramach programu Delfin II, obejmującą m.in. instalację nowych sonarów PRS-3/15 i CSU-83, wymianę baterii akumulatorów i wyposażenie w nowe torpedy Atlas Elektronik SUT-264 .
Jednostka nadal znajduje się w składzie peruwiańskiej floty (stan na 2018 rok) .